# Shivajirao Holkar
Shivajirao Holkar (Indore, 11 novembre 1859 – Maheshwar, 13 ottobre 1908) fu maharaja di Indore dal 1886 al 1903.

## Biografia
Figlio del maharaja Tukojirao Holkar II e di sua moglie Maharani Shrimant Akhand Soubhagyavati Parvati Bai Sahib, Shivajirao Holkar succedette al padre alla morte di questi il 17 giugno 1886. Già dall'anno successivo si recò in visita in Inghilterra per prendere parte alle celebrazioni per il giubileo d'oro della regina Vittoria ed il 20 giugno venne nominato Cavaliere Gran Commendatore dell'Ordine della Stella d'India.
Tornato in patria, riprese le redini dello stato ma resse sempre quest'amministrazione con scarsità di capacità. Il residente britannico era stato rimosso da Indore dal 1854, ma dal 1899 gli inglesi nominarono un nuovo residente specificatamente per sovrintendere meglio allo stato locale. Sotto il regno di Shivajirao nel 1902 lo stato rimpiazzò la monetazione locale con la rupia indiana.

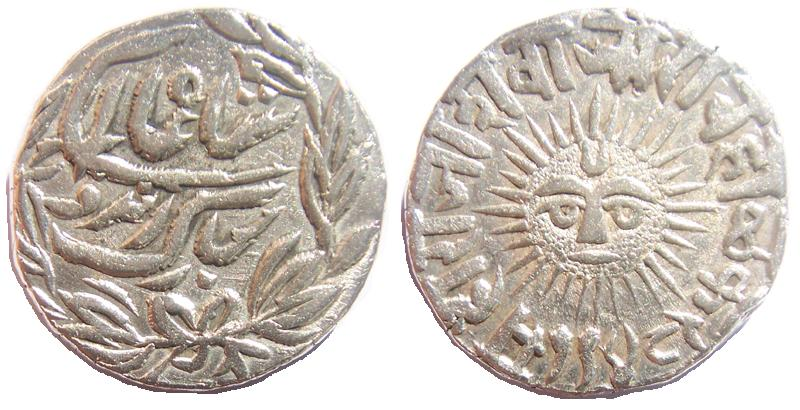
Una rupia d'argento di Shivajirao Holkar in uso tra il 1886 ed il 1903, coniata ad Indore nel Vikram Samvat 1948 (1891)

Il 31 gennaio 1903 abdicò in favore di suo figlio Tukojirao Holkar III, (nato nel 1890).
Nel 1865 sposò maharani Shrimant Akhand Soubhagyavati Girja Bai Sahib Holkar, poi maharani Shrimant Akhand Soubhagyavati Varanasi Bai Sahib Holkar, Shrimant Maharani Sahib Akhand Soubhagyavati Chandrabhaga Bai Holkar e Maharani Sita Bai Soubhagyavati Shrimant Akhand Sahib Holkar.
Morì a Maheshwar dove si era ritirato dopo l'abdicazione, il 13 ottobre 1908. Ebbe in tutto due figli maschi e sei figlie femmine.